# Eric Shipton
Eric Earle Shipton (Hatton, 1º agosto 1907 – Wiltshire, 28 marzo 1977) è stato un alpinista ed esploratore britannico. Infaticabile viaggiatore, si distinse per l'esplorazione e l'ascensione di numerose montagne dell'Himalaya, dell'Africa e della Terra del Fuoco.

## Biografia
Eric Earle Shipton nacque nel 1907 a Ceylon, attuale Sri Lanka, da Cecil Shipton e Isobel Earle; il padre, un piantatore di tè, morì prima che Eric compisse tre anni e la madre decise presto di spedirlo a studiare in Inghilterra. Dopo aver fallito l'ingresso alla Harrow School, Shipton fu mandato alla Pyt House School, in Wiltshire; il suo primo incontro con le montagna avvenne all'età di 15 anni, quando visitò i Pirenei con la famiglia. L'estate successiva viaggiò in Norvegia con un compagno di scuola, appassionandosi all'alpinismo e all'esplorazione.
Fallito l'ingresso all'Università di Cambridge a causa della dislessia, Shipton si trasferì nel 1928 in Kenya, dove cercò di fare fortuna come piantatore di caffè; qui ebbe modo di conoscere il funzionario coloniale Percy Win-Harris, anch'egli appassionato alpinista. Insieme rivolsero le loro attenzioni al monte Kenya, scalato fino ad allora una sola volta. Nel 1929 i due raggiunsero la vetta per una nuova via e scalarono per primi il picco chiamato Nelion, di pochi metri più basso della vetta principale del monte, denominata Batian. La relazione dell'ascensione che Shipton scrisse sul East Africa Standard attrasse l'interesse di un altro piantatore di caffè con la passione dell'alpinismo, Bill Tilman; i due insieme salirono per primi la cresta occidentale del monte Kenya e aprirono nuove vie sul Ruwenzori.
La notizia delle sue ascensioni gli valse un invito da parte di Frank Smythe ad entrare nella spedizione all'Himalaya del 1931; nell'occasione Shipton salì 11 delle 12 cime raggiunte dai componenti, inclusa la vetta del Kāmet, che con i suoi 7816 m rappresentava all'epoca la più alta cima raggiunta dall'uomo. Nel 1933 fu chiamato da Hugh Ruttledge a partecipare alla  quarta spedizione britannica sull'Everest; in questa occasione fu posto un campo ad un'altitudine di 8354 m, mentre il vecchio compagno di Shipton, Percy Wyn-Harris, ritrovò una piccozza appartenuta a Mallory o Irvine. L'anno successivo, Shipton e Tilman riuscirono a trovare il passaggio per raggiungere attraverso le gole del Rishi Ganga il santuario di Nanda Devi, ritenuto la dimora della dea Parvati.
Negli anni trenta Shipton prese parte a tutte e quattro le spedizioni britanniche sull'Everest. Nel 1936 rischiò di essere travolto da una valanga, mentre tornò sul luogo con le spedizioni del 1938 e del 1939. Nel 1937, invece, insieme con Tilman esplorò la valle del Shaksgam fino a raggiungere la parete nord del K2; la spedizione gli ispirò quello che è considerato da molti il suo miglior libro, Blank on the Map.
Durante la seconda guerra mondiale Shipton fu nominato console generale britannico a Kashgar, dove rimase tra il 1940 e il 1942; al suo ritorno in Inghilterra sposò Diana Channer, per poi venire presto inviato in Iran con incarichi diplomatici. Dopo aver fatto parte della missione militare britannica in Ungheria, tornò a Kashgar e in seguito fu nominato console generale a Kuming, in Cina. Nel 1951 guidò una nuova spedizione sull'Everest, nella quale individuò la via attraverso il ghiacciaio Khumbu e il Western Cwm che sarebbe stata seguita due anni dopo per la prima ascensione. Candidato naturale a guidare la spedizione del 1953, fu invece scelto al suo posto dall'Alpine Club e dalla Royal Geographical Society il colonnello John Hunt.
Successivamente, Shipton prese parte ad altre esplorazioni in zone inesplorate del pianeta. Nel 1960 scoprì il primo vulcano attivo della Patagonia, chiamato Cerro Lautaro; nel 1962 scalò la vetta più alta della Terra del Fuoco, che porta oggi il suo nome, con i cileni Cedomir Marangunic, Eduardo García e Francisco Vivanco.
Nel 1976, al ritorno da un viaggio in Bhutan, gli fu diagnosticato un tumore, che lo portò alla morte nel 1977. Fu cremato a Salisbury e le sue ceneri furono disperse.